# Arrows (Band)
Arrows (englisch für Pfeile) war eine britische Pop-Band der 1970er Jahre.

## Geschichte
Das Trio wurde 1973 von Mickie Most entdeckt, der sie fortan produzierte und versuchte, mit ihnen eine für sein Label RAK Records passende Teenager-Band zu formen. Er schrieb ihnen einige Titel auf den Leib und hatte 1974 mit der Single Touch Too Much (UK Platz 8) auch gleich Erfolg, es blieb jedoch ihre einzige Platzierung in den britischen Top 20.
1975 wurde der von Alan Merrill (1951–2020) und Jake Hooker selbstgeschriebene Song I Love Rock ’n’ Roll als B-Seite veröffentlicht. Größere Popularität erzielte der Titel erst später nach einer 1981 erschienenen Version von Joan Jett and the Blackhearts (Platin im Jahr 1982). Das Stück wurde in späteren Jahren mehrfach gecovert und gesampelt.
1976 und 1977 drehten die Arrows zwei wöchentliche Fernsehserien, zudem wurde ein Buch über sie veröffentlicht. Trotzdem gelang es ihnen nie, einen Nummer-Eins-Titel zu landen. 1976 erschien ihre letzte Aufnahme.

## Diskografie

### Singles
- 1974: A Touch Too Much / We Can Make It Together
- 1974: Toughen Up / Diesel Locomotive Dancer
- 1975: Broken Down Heart / I Love Rock ’n’ Roll
- 1975: My Last Night With You / Movin' Next Door to You
- 1975: Hard Hearted / My World Is Turning On Love
- 1976: Once Upon a Time / The Boogiest Band in Town

### Alben
- 1976: First Hit

### Nachträgliche Veröffentlichungen
- 2001: Singles Collection Plus
- 2002: Tawny Tracks
- 2004: A's B's and Rarities